# Grimmia aquatica
Grimmia aquatica là một loài Rêu trong họ Grimmiaceae. Loài này được (Brid. ex Schrad.) Müll. Hal. mô tả khoa học đầu tiên năm 1849.